# Agda Montelius
Agda Georgina Dorothea Alexandra Montelius, née Reuterskiöld (23 avril 1850 – 27 octobre 1920) est une philanthrope et féministe suédoise. Elle était une meneuse du mouvement philanthropique suédoise, militant pour la lutte en faveur du droit de vote des femmes et présidente de l'Association Fredrika Bremer (en) entre 1903 et 1920.

## Biographie
Née à Köping, Agda Montelius  est la fille du ministre de la défense et général-lieutenant Alexander Reuterskiöld et d'Anna Schenström. Elle fait ses études dans une école de mode pour les filles « Hammarstedtska » à Stockholm, et épouse le professeur Oscar Montelius le 20 septembre 1871. Agda est décrite comme calme, gentille et pensive, dévouée et toujours occupée par ses nombreux projets. Elle avait une mauvaise vue et finalement, perdit l'usage d'un œil. Ses idéaux personnels étaient simples et stricts. Montelius était considérée comme une figure centrale, un modèle féminin idéal pour les femmes de la haute société et celle de la classe moyenne de Stockholm. Lydia Wahlström alors principale de l'école de filles de Åhlinska skolan, a souvent engagé Agda comme surveillante d'examens.

## Son engagement philanthropique
Agda Montelius était un emblème de la philanthropie suédoise au début du XXe siècle. Son but était d'inciter les gens à s'entraider.
Elle a été membre du comité entre (1885-1900) et présidente de 1900 à 1901 de la société Littéraire « Nya Idun » (New Idun) ; la « Maria skyddsförening » (Maria Protection Society) 1879-1892. Puis elle devient cofondatrice et présidente de « Föreningen för välgörenhetens ordnande » ou FVO - Société de charité organisée - entre 1889 et 1911 puis comme directrice et gérante du comité central du FVO entre 1911 et 1920.
Elle était membre du comité central du « Sällskapet för uppmuntran av öm och sedlig modersvård » - Société pour l'encouragement du tendre et décent soins maternels - en 1901-1920, puis cofondatrice et membre du Comité central du travail social, « Centralförbundet för socialt arbete » en 1903-1909 et de la Société du manque de soin suédois « Svenska fattigvårdsförbundet » entre 1909 et 1920.

## Son engagement pour les droits des femmes
Par son travail philanthropique, elle est aussi devenue impliquée dans le travail pour les droits des femmes. Agda était une supportrice du féminisme et pensait qu'il était important pour les femmes de participer activement à la politique, à l'organisation et la formation de la société, adin de protéger les droits des malades, des faibles et des nécessiteux pour faire de la société un foyer.
En 1886, Agda Montelius est officiellement devenue membre de l'organisation des droits des femmes de Sophie Adlersparre : l'Association Fredrika Bremer (en) ou FBF. Deux ans avant, elle a été une de ses cofondatrices. Initialement, le FBF était dirigé par Hans Hildebrand, Adlersparre pensait en effet, qu'il était nécessaire que l'organisation soit dirigée par un homme pour être prise au sérieux. En réalité, Adlersparre  présidait et à sa mort en 1895, Agda Montelius, alors vice-présidente la remplaça. En 1903, elle est devenue officiellement la première femme présidente du FBF.

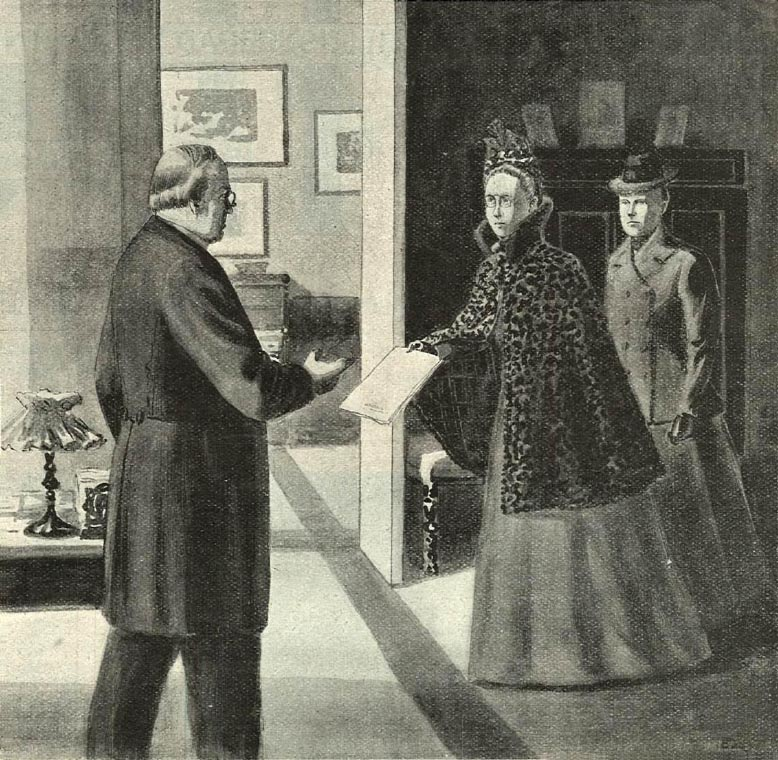
Agda Montelius et Gertrud Adelborg présentent la pétition au soutien du suffrage féminin au Premier ministre Erik Gustaf Boström en 1899.

Bien que les objectifs du FBF aient été les droits des femmes, le parti, dans un premier temps, n'a pas recherché à faire reconnaitre la légitimité du droit de vote des femmes. Néanmoins, en 1899, une délégation du FBF a présenté une suggestion du suffrage féminin au Premier ministre Erik Gustaf Boström. La délégation était menée par Montelius, accompagnée par Gertrud Adelborg, qui a écrit la demande. C'était la première fois que le mouvement des femmes suédoises a officiellement présenté une demande pour le suffrage.
En 1902, le mouvement pour le suffrage suédois Landsföreningen för kvinnans politiska rösträtt, ou LKPR était fondé. Mais Montelius n'en a jamais été membre, probablement à cause de ses responsabilités de présidence au FBF. En revanche, elle était très active pour le LKPR alors qu'elle tenait parallèlement l'organe de presse du FBF, Dagny.
Pour ses contributions sociales et sociétales, Agda Montelius fut décorée, en 1910, de la médaille Illis quorum - la plus haute distinction qu'un suédois puisse obtenir.
Quand le LKPR a abandonné, en 1911, sa neutralité politique appelant à signer une résolution de boycottage des partis politiques conservateurs qui s'opposaient au suffrage féminin, elle a arrêté ses responsabilités au sein du journal Dagny du FBF ainsi qu'à celui du LKPR.
Elle est, par la suite devenue consultante dans le comité gouvernemental pour la réformation de la loi des droits du mariage en 1912, qui a finalement mené, en 1920, à l'égalité entre mari et femme dans le mariage.

## Son engagement de militante pour la paix
Agda Montelius a aussi été active dans le mouvement pour la paix conjointement avec le FBF et le LKPR. Pendant la Première Guerre mondiale, le LKPR a pris l'initiative de créer une organisation internationale pour la paix formée par des femmes des pays neutres avec pour objectif de faire pression sur les gouvernements neutres afin qu'ils agissent en tant que médiateurs sur les parties en guerres.
Le Mouvement de Paix a été formé par le LKPR avec des membres venant de l'Association Fredrika Bremer (en), KFUK, les organisations sociales et démocratiques de femmes dont Anna Whitlock, Emilia Broomé et Kerstin Hesselgren en tant que membres leaders.
Une grande manifestation pour la paix devait avoir lieu, le 19 février 1915, organisée par les femmes suédoises avec le support et la participation des femmes du Danemark et de la Norvège. Le 18 février, cependant, Agda Montelius  fut appelée à voir la reine Victoria de Bade, qui lui demanda de stopper « ce stupide regroupement de femmes ». Mais le roi Gustave V l'interrompit et a dit que les femmes étaient bien sûr en droit de présenter des demandes au gouvernement mais que la situation rendait la chose difficile sans une remise en cause de la neutralité suédoise. La manifestation n'eut pas lieu et la faute retomba sur les femmes qui s'étaient rendues à la convocation de la reine Victoria de Bade. Le Mouvement Suédois de Paix a, malgré tout, envoyé 16 délégations au Mouvement International des Femmes pour la Paix, à la Hague en avril 1915.